# 74
74 (LXXIV) var ett normalår som började en lördag i den julianska kalendern.

## Händelser

### Okänt datum
- Germania Superior faller till följd av att Trajanus stupar
- Nuvarande Schwarzwaldområdet blir åter en del av det romerska riket.
- Den sista kända kilskriften skrivs i Mesopotamien.
- Kineserna återetablerar ett protektorat över de västra regionerna.
- De kinesiska generalerna Dou Gu (Teou Kou) och Geng Bing (Keng Ping) tar kontrollen över Turfan.

## Avlidna
- Caenis, kejsar Vespasianus livskamrat och politiska partner.